# Silat (arte marcial)
El silat (en el sentido genérico del término) es un grupo de artes marciales originarias de Indonesia, las islas Filipinas y Malasia. Es practicado igualmente en Brunéi y Singapur.

## Estilos antiguos
Los artes marciales, deportes de combates y disciplinas asociadas del mundo malayo e indonesio poseen diferentes estilos según la región donde se practican:

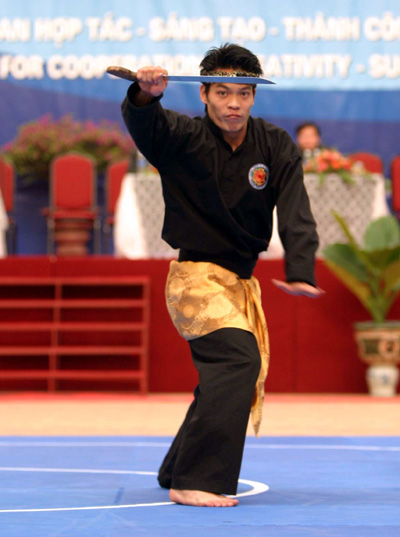
Practicante de silat en los Juegos del Sudeste Asiático

- Practicante de silat en los Juegos del Sudeste AsiáticoPencak silat en Indonesia. Es la asociación de dos grupos principales de disciplinas: El pencak, que representa las prácticas no guerreras sino formativas (lo equivale al budo japonés moderno o Dō) y el silat que representa las prácticas aplicadas en combate (que corresponden al bujutsu japonés practicado en la época feudal). Aunque el silat indonesio es probablemente originario de Sumatra. El pencak tiene sus orígenes en Java, Madura y Bali. La combinación de pencak y de silat se efectuó en 1948 durante la creación de la primera federación indonesia de Pencak-silat: el Ikatan Pencak Silat Indonesia (IPSI) (en indonesio: Asociación Pencak Silat de Indonesia).
- Pukulan proviene de la palabra indonesia para atacar y significa "una serie de golpes con manos y pies que regresan". Uno de los elementos más característicos del estilo pukulan, es el empleo principal del codo, junto con el tankis (talón y palma de la mano), en las clases principales de aprendizaje, se comienza a aprender los codos más básicos, puesto que hay infinidad de técnicas de codo, pero dependiendo del ángulo y el nivel de aprendizaje en el que se esté.

- Silat FMA de Filipinas. Comprendiendo principalmente el eskrima como fundamento pero también incluyendo otras corrientes menos difundidas. El eskrima se encuentra sobre todo en el sur del archipiélago influido por el pencak silat mientras que el eskrima generalmente en el norte con influencia del bersilat malayo mientras que el eskrima se encuentra en el centro.

- Bersilat en Malasia, Borneo y Kalimantan. Con principalmente el silat buah como prácticas aplicadas a combate.

- Fuera de estas corrientes principales se encuentran otras artes marciales y deportes de combate tradicional, por ejemplo, el bando de origen Birmano, y el kuntao de origen chino en varias partes de la región indo-malaya.

## Estilos modernos
El silat se ha integrado al sistema educativo de Indonesia, en una versión deportiva que comprende (aunque el tipo de combate puede variar según el estilo y la escuela), las reglas descritas por la Ikatan Pencak Silat Indonesia. Estas son:
- Los golpes de puño o con los pies solo son legales si golpean entre la línea de los hombros y la cintura, cada golpe exitoso recibe un punto.

- Golpear a la cara o debajo del cinturón lleva una penalización.
- Los lanzamientos en sí mismos no otorgan puntos, pero se permite el seguimiento en el suelo.
- A una luxación articular exitosa se otorga 10 puntos.
- Inmovilizar al oponente manteniéndolo indefenso vale 5 puntos.

El Dirty boxing, (en inglés: Dirty boxing, lit. 'Boxeo sucio'), es un término occidentalizado contemporáneo utilizado por algunos instructores para describir el panantukan filipino y las técnicas derivadas del silat. El término también se usa ampliamente en MMA para luchar contra el clinch, específicamente para golpear en el clinch.

## Historia
El silat moderno tal como lo conocemos hoy como disciplina fue el resultado de la agrupación de todas estas técnicas sobre el 1800 d. C. por Pak Serak, un sabio hábil maestro que, a pesar de sus discapacidades físicas, pudo luchar y vencer a todos sus oponentes de su tiempo usando un solo brazo y una pierna y lo nombró Pentjak Silat Serak (del indonesio: Pentjak Silat ‘Coreografía para pelear’‘Pentjak, movimiento coreografiado; Silat, pelea.’).
Basado en 9 artes diferentes, 3 chinas, 3 indias y 3 indonesias, creó un sistema con una base técnica ajustada a su fisiología única que le permitió, y más tarde a sus estudiantes, contrarrestar efectivamente los combatientes dominantes de la región. El resultado fue un sistema que permitió la máxima efectividad con un atletismo mínimo. Serak fue formulado a principios de 1800 en Java Occidental, y se le enseñó selectivamente a personas de privilegio holandesas indonesias antes de la Segunda Guerra Mundial.
El silat llegó a occidente cuando Pendekar Paul Thouars y su hermano Victor se mudaron a Estados Unidos y comenzaron a aceptar estudiantes privados, y luego fundaron la academia Nair Silat en 1990 junto a Mike Faraone, con el propósito de estudiar y difundir y preservar el arte del silat. Según la academia, la meta es buscar los hilos invisibles entre técnica, eficiencia, conocimiento, tradición, y la espiritualidad del guerrero. 
La filosofía de la academia Nair Silat, es que sus miembros son hermanos en el arte, a lo largo de un viaje de descubrimiento de conocimiento sin tiempo ni fronteras, poniendo atención a un desarrollo físico, moral y ético a relación humana, el respeto tanto en los aspectos culturales como los fisiológicos.

## Práctica
A diferencia de otros marciales, el pencak silat utiliza como parte fundamental la música, cada movimiento del practicante es acompañado por una gran banda de músicos con instrumentos originarios tradicionales del Sudeste Asiático, por lo cual se puede hacer un paralelismo con la capoeira brasileña. Esta banda se llama gamelán y tiene entre sus instrumentos gongs, xilófonos de madera y metal, tambores de madera y piel, etc. Sin embargo, los que marcan el ritmo de la música no es la banda, sino los combatientes. Cuanto más rápido se muevan los combatientes, más rápida irá la música.
Los combates se desarrollan en una arena cuadrada de 10 × 10 m. Dentro de este cuadrado existen 2 círculos, uno de 8 m y otro de 3 m de diámetro. Los combatientes se sitúan uno enfrente del otro, guardando una distancia de 3 m (los del círculo del centro).
El pencak silat se basa en esquivar y contraatacar. Como todo arte marcial es una disciplina de lucha dedicada a la defensa personal.

## El Silat a nivel internacional
PERSILAT es la federación internacional que agrupa Malasia, Indonesia, Singapur y Brunéi, etc. además de las federaciones europeas. 
Se fundó el 11 de marzo de 1980 como consecuencia de una conferencia conjunta del la Federación Indonesia de Pencak Silat (IPSI), la Federación Singapureña de Pencak Silat (PERSISI), un representante del Ministerio de Cultura, Juventud y Deporte de Malasia y observadores de Brunéi.
Como miembros fundadores se consideran:
- IPSI - Federación Indonesia de Pencak Silat. (Ikatan Pencak Silat Indonesia)
- PESAKA - Federación Malaya de Pencak Silat. (Persekutuan Silat Kebangsaan Malaysia)
- PERSISI - Federación Singapurense de Pencak Silat. (Persekutuan Silat Singapura)
- PERSIB - Federación de Bruneana de Pencak Silat. (Persekutuan Silat Kebangsaan Brunéi Darrusalam)

Las competiciones son relativamente recientes, porque en la mayoría de clubs se practica, aunque en menor o menor medida. En los casos de escuelas tradicionales, se desarrollan 3:
- Artístico
- Defensa personal
- Interno o místico

## Grados
A diferencia de otras artes marciales, dependiendo de qué organización pertenece el estilo de silat que se practica, pueden existir grados o no.
Si son estilos puros y tradicionales, serán determinados por el líder del linaje, y por el nivel de conocimiento y comprensión adquiridos, dado a que son una práctica pura y exclusivamente folclórica.
Por ejemplo, en serak y bukti negara, no hay un grado si no una etapa de aprendizaje y asimilación de un juru y sambut dado a que son estilos muy modernos del arte.
Aun así, la media para obtener un grado de finalización de programa, según varios instructores, podría estar en la fase técnica entre 10 y 25 años para ciertos maestros o sistemas, y en otros una media de 8 años.